# Liga de Béisbol Profesional Nacional de Nicaragua 2019-20
La XVII Liga de Béisbol Profesional Nacional de Nicaragua se disputa desde el 16 de noviembre de 2019 hasta el 14 de enero de 2020.

## Liga regular
Disputado del 16 de noviembre de 2019 al 20 de diciembre de 2019.
| Equipo               | JJ | G  | P  | PCT   | JV |
| -------------------- | -- | -- | -- | ----- | -- |
| Leones de León       | 30 | 18 | 12 | 0,600 | -- |
| Gigantes de Rivas    | 30 | 18 | 12 | 0,600 | -- |
| Tigres de Chinandega | 30 | 14 | 16 | 0,467 | 4  |
| Indios del Bóer      | 30 | 10 | 20 | 0,333 | 8  |

|  |                              |
|  | Clasificado a la Round Robin |

## Round Robin
Se jugará del 22 de diciembre de 2019 al 6 de enero del 2020.
| Equipo               | JJ | G | P | PCT   | JV |
| -------------------- | -- | - | - | ----- | -- |
| Tigres de Chinandega | 8  | 5 | 3 | 0,625 | -- |
| Leones de León       | 8  | 4 | 4 | 0,500 | 1  |
| Gigantes de Rivas    | 8  | 3 | 5 | 0,375 | 2  |

|  |                        |
|  | Clasificado a la Final |

## Final
Se jugará del 8 al 14 de enero del 2020 en siete juegos.
| Final de LBPN de 2019-20 Leones de León ganan la serie 4-1 ante Tigres de Chinandega |          |                         |                 |            |
| Juego                                                                                | Fecha    | Resultado               | Serie (TIG-LEO) | Ciudad     |
| 1                                                                                    | Enero 8  | Leones 11; Tigres 14    | 1–0             | Chinandega |
| 2                                                                                    | Enero 10 | Tigres 1; Leones 2 (10) | 1–1             | León       |
| 3                                                                                    | Enero 11 | Leones 16; Tigres 2     | 1–2             | Chinandega |
| 4                                                                                    | Enero 12 | Tigres 2; Leones 9      | 1–3             | León       |
| 5                                                                                    | Enero 14 | Leones 13; Tigres 7     | 1–4             | Chinandega |

|                                     |
| Campeón Leones de León Sexto título |